# لانکسس
لانکسس (به آلمانی: Lanxess) شرکت آلمانی متخصص در تولید محصولات شیمیایی است، که دفتر مرکزی و کارخانجات عمده آن در شهر لورکوزن، آلمان مستقر می‌باشد.
این شرکت در سال ۲۰۰۴ تأسیس شد، هنگامی که شرکت بایر اقدام به جداسازی بخش تولید مواد شیمیایی و فعالیت‌های پلیمری خود نمود.
لانکسس از نظر میزان فروش سالیانه در رتبه چهارم از بزرگترین شرکت‌های صنایع شیمیایی آلمان محسوب می‌شود. تولید محصولات شیمیایی این شرکت در ۳ بخش مواد اولیه، محصولات پایه و محصولات تخصصی، لاستیک و پلاستیک طبقه‌بندی می‌شوند. بخشی از سهام گروه لانکسس در بازار بورس فرانکفورت معامله می‌شود و به‌عنوان یکی از ۳۰ شرکت عضو شاخص دکس محسوب می‌شود.